# Liceth Rojas
Ana Liceth Rojas Arteaga (Cochabamba, 27 luglio 1959) è un'ex cestista boliviana.

## Carriera
Con la Bolivia ha disputato i Campionati mondiali del 1979.